# Edmund Becker
Edmund „Ede“ Becker (* 18. Juli 1956 in Reichenbach) ist ein ehemaliger deutscher Fußballspieler und -trainer.

## Aktive Zeit als Fußballprofi
In seiner aktiven Zeit als Fußballprofi spielte der aus der Nähe von Karlsruhe stammende Edmund Becker von 1977 bis 1986 ununterbrochen beim Karlsruher SC. Der Mittelfeld- und Abwehrspieler erzielte in 94 Erstligaspielen und 63 Zweitligabegegnungen 19 Tore und sah insgesamt nur 11 Gelbe Karten. Sein größter Erfolg mit dem KSC war 1981 ein 10. Platz in der Bundesliga. Er gehörte auch zur legendären KSC-Mannschaft, die unter Trainer Max Merkel den FC Bayern München im Frühjahr 1982 mit 4:1 besiegte und so den Klassenerhalt schaffte.
Nach seiner aktiven Laufbahn, die Becker in seinem Heimatort beim TSV Reichenbach ausklingen ließ, war Edmund Becker Trainer der Amateurmannschaft des KSC und Co-Trainer der Profis. Als in der Winterpause der Saison 2004/05 der Trainerposten der ersten Mannschaft durch die unerwartet kurzfristig beendete, nur sieben Tage dauernde „Amtszeit“ von Reinhold Fanz vakant wurde, trat Becker ab 13. Januar 2005 als neuer Trainer der Profimannschaft an.
Im Umfeld des Vereins und unter den KSC-Fans genoss Becker zunächst einen sehr großen Rückhalt, was einerseits an seiner Herkunft aus dem Karlsruher Raum, andererseits an seinem ruhigen, bodenständigen Charakter und nicht zuletzt an seinen Erfolgen lag. Denn in sportlicher Hinsicht begann mit seiner Amtszeit ein neuer Aufbruch für den in den Vorjahren krisengeschüttelten Verein. Schaffte Edmund Becker in seiner ersten Saison mit dem Team noch knapp den Klassenerhalt in der 2. Fußball-Bundesliga, so brachte die unter seiner Regie stattfindende kontinuierliche Weiterentwicklung des Teams ab der Saison 2005/06 auch die ersten sportlichen Erfolge. Der KSC spielte erstmals seit Jahren wieder um den Aufstieg mit und beendete die Spielzeit auf dem sechsten Tabellenplatz. In der Folgesaison zeigte sich, dass Becker zusammen mit seinem Trainerstab eine Mannschaft formen konnte, die sich mit der Zweitligaspitze messen konnte. Mit einer offensiv ausgerichteten Spielphilosophie wurde der Karlsruher SC souverän Meister der 2. Fußball-Bundesliga 2006/07 und schaffte somit den Aufstieg in die 1. Bundesliga.
Im Laufe der Saison 2008/09 gab es vermehrt Kritik an der Person Beckers; insbesondere wurden ihm Fehler bei der Aufstellung und die mangelnde Einstellung der Mannschaft vorgeworfen. Nach dem Abstieg des KSC am Saisonende hielt die Vereinsführung dennoch an Becker fest, so dass der KSC mit ihm in die neue Zweitliga-Saison 2009/10 startete. Bereits nach zwei sieglosen Spielen wurde Becker jedoch am 19. August 2009 beurlaubt. Nachdem es weitere personelle Veränderungen in der Vereinsführung des Karlsruher SC gegeben hatte, wurde Becker die sportliche Leitung des Nachwuchszentrums angeboten, die er im Sommer 2010 übernahm.

## Erfolge als Trainer
- 2007: Aufstieg in die 1. Fußball-Bundesliga als Cheftrainer des Karlsruher SC.

## Privates
Edmund Becker ist Vater von Michael Becker, welcher seit September 2018 als Geschäftsführer der KSC GmbH & Co. KGaA tätig ist.